# Adrian Apostol
Adrian Apostol (nacido en Constanza el 13 de marzo de 1990) es un jugador de rugby rumano, que juega de ala para la selección de rugby de Rumania y para el Baia Mare en la SuperLiga rumana.
Su debut con la selección de Rumanía se produjo en un partido contra Namibia en Bucarest el 10 de junio de 2011.
Fue llamado como reemplazo para la Copa Mundial de Rugby de 2011, donde jugó un solo equipo. Seleccionado para la Copa del Mundo de Rugby de 2015, Apostol anotó dos ensayos en la derrota de su equipo frente a Italia 32-22.